# هریکناز تیگرانیان
هریکناز سارگسی تیگرانیان (ارمنی: Հերիքնազ Սարգսի Տիգրանյան؛ زادهٔ ۲۵ فوریهٔ ۱۹۷۲) یک سیاستمدار اهل ارمنستان است که از تاریخ ۲۰۱۹ تا کنون سمت نمایندگی دوره‌های هفتم و هشتم مجلس ملی جمهوری ارمنستان را برعهده دارد.

## زندگی‌نامه
در ۲۵ فوریه ۱۹۷۲ در پشاتاوان به دنیا آمد و از دانشگاه دولتی ایروان فارغ‌التحصیل شد. 